# V1369 Centauri
V1369 Centuari eller Nova Centuari 2013 var en ljusstark nova i Kentaurens stjärnbild. Den upptäcktes den 2 december 2013 av amatörastronomen John Seach i Australien. Novan hade vid upptäckten den skenbara magnituden +5,5 och blev som starkast den 14 december då den nådde +3,3. Den blev därmed den hittills ljusstarkaste novan på stjärnhimlen under 2000-talet.